# St. Marys, Pennsylvania
St. Marys là một thành phố thuộc quận Elk, tiểu bang Pennsylvania, Hoa Kỳ. Năm 2010, dân số của thành phố này là 13070 người.